# Beit Maqdum

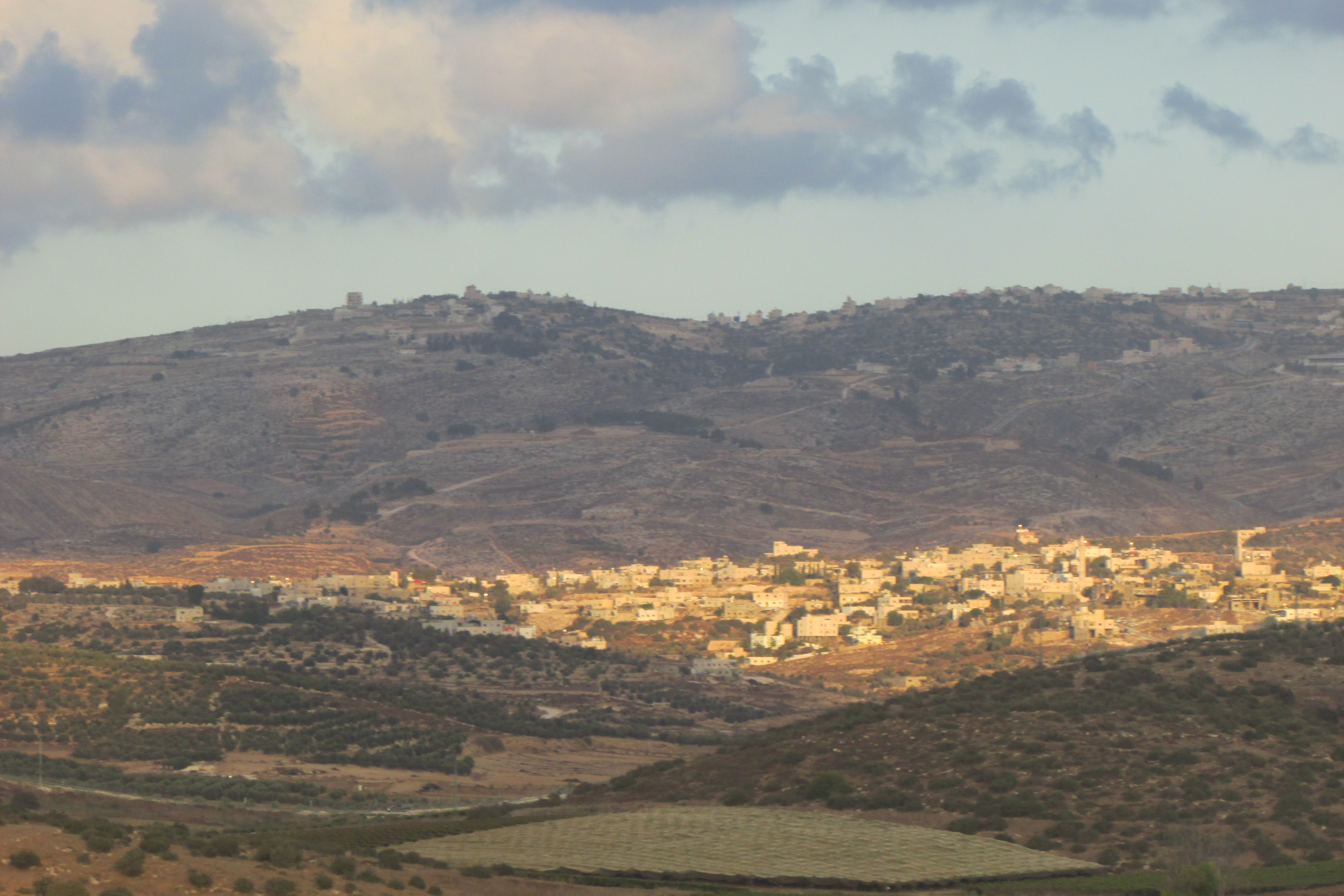
Imatge de la població.

Al-Kum-al-Muwarraq-Beit Maqdum-Humsa (àrab: الكوم, al-Kūm) és una vila palestina de la governació d'Hebron, a Cisjordània, situada 7 kilòmetres al nord-est d'Hebron. Segons l'Oficina Central Palestina d'Estadístiques tenia 3.391 habitants el 2016. El seu terme municipal va des de la Línia verda de frontera amb Israel a l'oest fins a la ciutat de Dura a l'est.

## Història
En 1883 el Survey of Western Palestine (SWP) del Fons per a l'Exploració de Palestina va trobar a Kh. el Kôm "trastres de ruïnes i coves en un turó blanc. També la va descriure com a «més aviat una gran ruïna.»
Khurbet el Murak fou descrita com «coves i dos grans fundacions», mentre que a Beit Makdûm van assenyalar «cisterna, coves, fonaments i parets, aparentment un lloc antic.»
La vila moderna fou creada el 1995 com a resultat de la fusió de les viles d'al-Kum, al-Muwarraq, Beit Maqdum i Humsa, i al-Kum és la més gran i situada al mig de les altres tres. Al-Kum i Beit Maqdum van ser fundades en algun moment a principis del segle xix durant la dominació otomana a Palestina (Palestina). La majoria dels residents dels quatre pobles eren immigrants de la propera Dura o refugiats palestins que van fugir-hi després de la Guerra araboisraeliana de 1948. Les principals famílies són Rajoub, al-Awawda i al-Sharha. Després de la fundació de la vila moderna, es va establir un consell de vila per a administrar els seus assumptes i proveir alguns serveis municipals.
Les instal·lacions d'atenció primària de salut del poble es troben al-Kum designades pel Ministeri de Salut com a nivell 1. A prop està Deir Sammit on les instal·lacions d'assistència sanitària primària estan en el nivell 2.